# Стенфордська тарілка
Стенфордська тарілка (англ. Stanford Dish) — 46-метрова параболічна радіоантена біля Стенфорда у США, побудована SRI International в 1961 році. Використовується для зв'язку з космічними апаратами та радіоастрономічних спостережень. Розташована серед пагорбів з красивими краєвидами, поруч проходить популярна туристична стежка.

## Історія

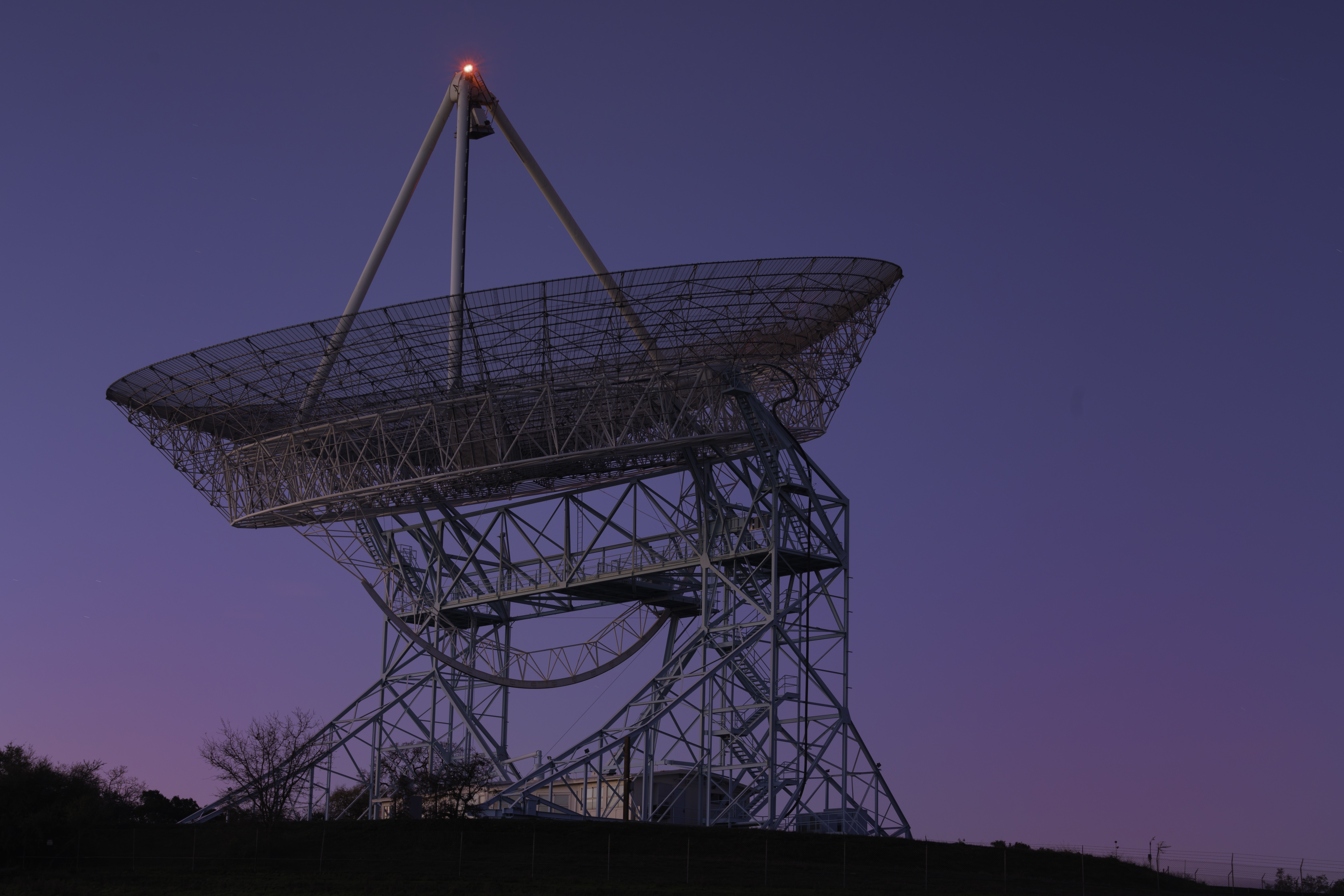
Стенфордська тарілка рано вранці

Антена була побудована в 1961 році Стенфордським науково-дослідним інститутом (нині SRI International). Вартість будівництва склала 4,5 мільйона доларів США і була профінансована Повітряними силами США. У 1960-х роках антену використовували, щоб отримати інформацію про радянські радіолокаційні установки шляхом виявлення радіосигналів, що відбиваються від Місяця.
Пізніше антену використовували для зв'язку із супутниками та космічними кораблями. Завдяки унікальному радіозв'язку бістатичного діапазону, де передавач і приймач є окремими блоками, потужна радарна антена добре підходила для зв'язку з космічними кораблями в регіонах, де звичайні радіосигнали можуть бути порушені.
У якийсь момент Стенфордська тарілка передавала сигнали космічним кораблям «Вояджер», відправленим у зовнішні частини Сонячної системи. У 1982 році її використовували для порятунку радіоаматорського супутника UoSAT-1.

## Сьогодення
Антена досі активно використовується в наукових цілях. Вона належить уряду США і управляється SRI International. Вона служить для керування космічними апаратами, а також для радіоастрономічних спостережень.

## Рекреаційний маршрут

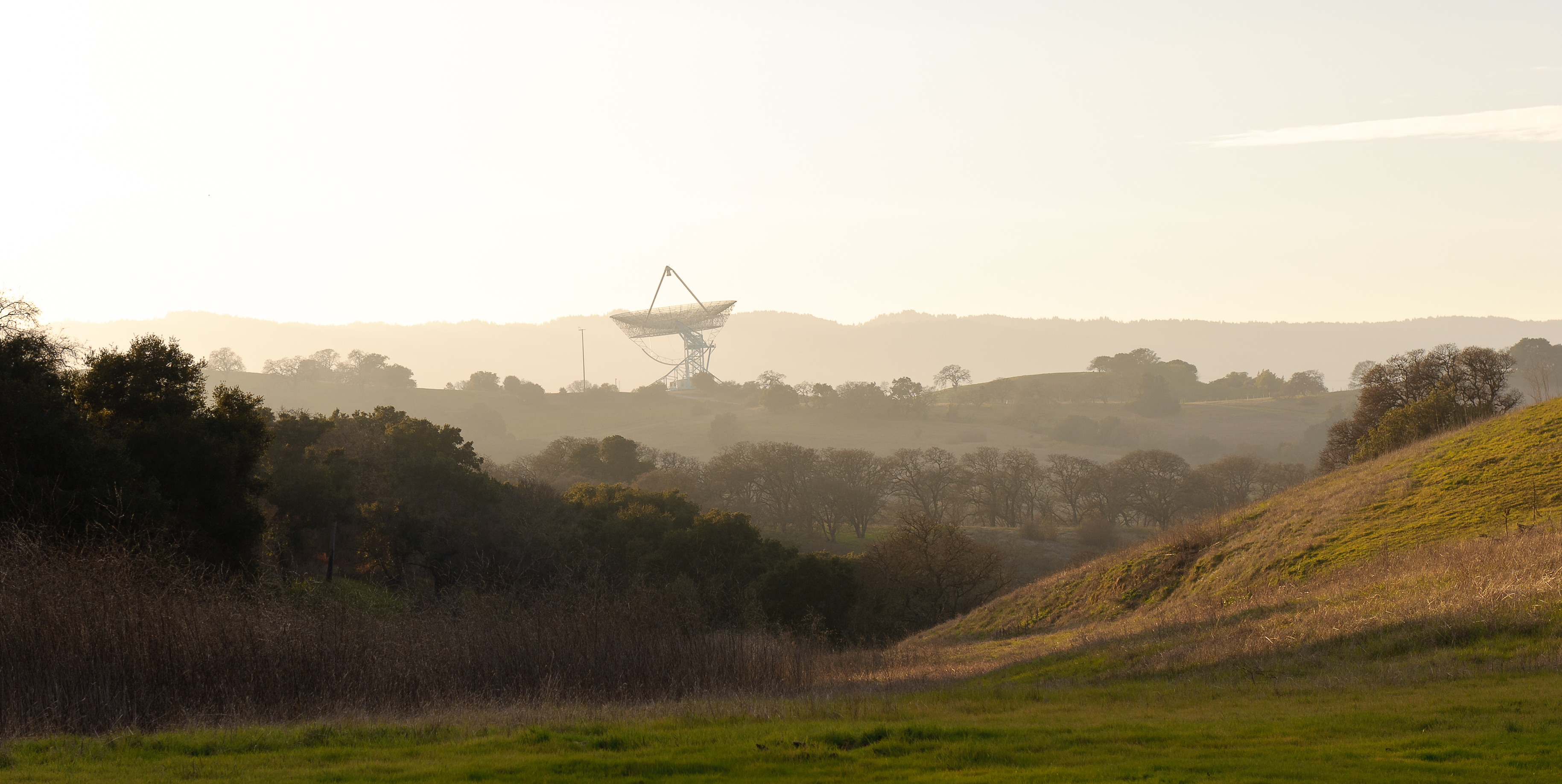
Стенфордська тарілка серед холмів

В околицях Стенфордської тарілки проходить популярна рекреаційна стежка довжиною 3,5 милі (5,6 км), яку щодня відвідує в середньому 1500—1800 людей. Стежка навколо антени відома своїми пагорбами та красивими краєвидами, які в ясний день простягаються до Сан-Хосе, Сан-Франциско та Іст-Бей. Стенфордський біговий клуб проводить щорічні перегони Dish Race, які слідують рекреаційною стежкою по петлі довжиною 3,25 милі (5,2 км).
Стенфорд здає землю навколо радіоантени в оренду фермерам, які розводять корів. Станом на червень 2018 року на території Стенфордської тарілки паслися 360 корів.